# Peter Cooper
Peter Cooper (New York, 12 febbraio 1791 – New York, 4 aprile 1883) è stato un imprenditore, inventore e politico statunitense; progettò e costruì nel 1830 la prima locomotiva a vapore americana, la Tom Thumb, fondò nel 1859 la Cooper Union for the Advancement of Science and Art e ne fu il primo presidente, si presentò alle elezioni si presentò alle elezioni presidenziali negli Stati Uniti d'America del 1876 come candidato del Greenback Labour ma ottenne solo lo 0,8% dei voti.
Fu tra i più ricchi di New York. Suo figlio Edward e suo genero Abram Hewitt furono entrambi sindaci di New York City.

## Biografia
Peter Cooper nacque a New York con origini olandesi, inglesi e ugonotti, quinto figlio di John Cooper, un cappellaio metodista di Newburgh, New York. Lavorò come apprendista carrozziere, ebanista, cappellaio, birraio e droghiere, e fu un abile riparatore: sviluppò una tosatrice per tessuti che tentò di vendere, così come una catena infinita che intendeva essere utilizzata per trainare chiatte e barche sul Canale Erie appena completato (era instradato da ovest a est attraverso l'alto Stato di New York dal lago Erie all'alto fiume Hudson) che il suo principale sostenitore, il governatore di New York, De Witt Clinton, approvava, ma che Cooper non fu in grado di vendere.
Nel 1821, Cooper acquistò una fabbrica di colla a Sunfish Pond sul lato est dell'isola di Manhattan per 2.000 dollari a Kips Bay, dove aveva accesso alle materie prime dai macelli vicini, e la gestì come un'attività di successo per molti anni, realizzando in soli due anni un profitto di 10.000 dollari (equivalente a circa 200.000 dollari del 21° secolo), sviluppando nuovi modi per produrre colle e cementi, gelatina, colla di pesce e altri prodotti e diventando il principale fornitore della città per conciatori (cuoio), produttori di vernici e commercianti di prodotti secchi. Gli scarichi della sua fabbrica alla fine inquinarono così tanto lo stagno che nel 1839 dovette essere drenato e riempito per l'eventuale costruzione dell'edificio.

## Carriera imprenditoriale

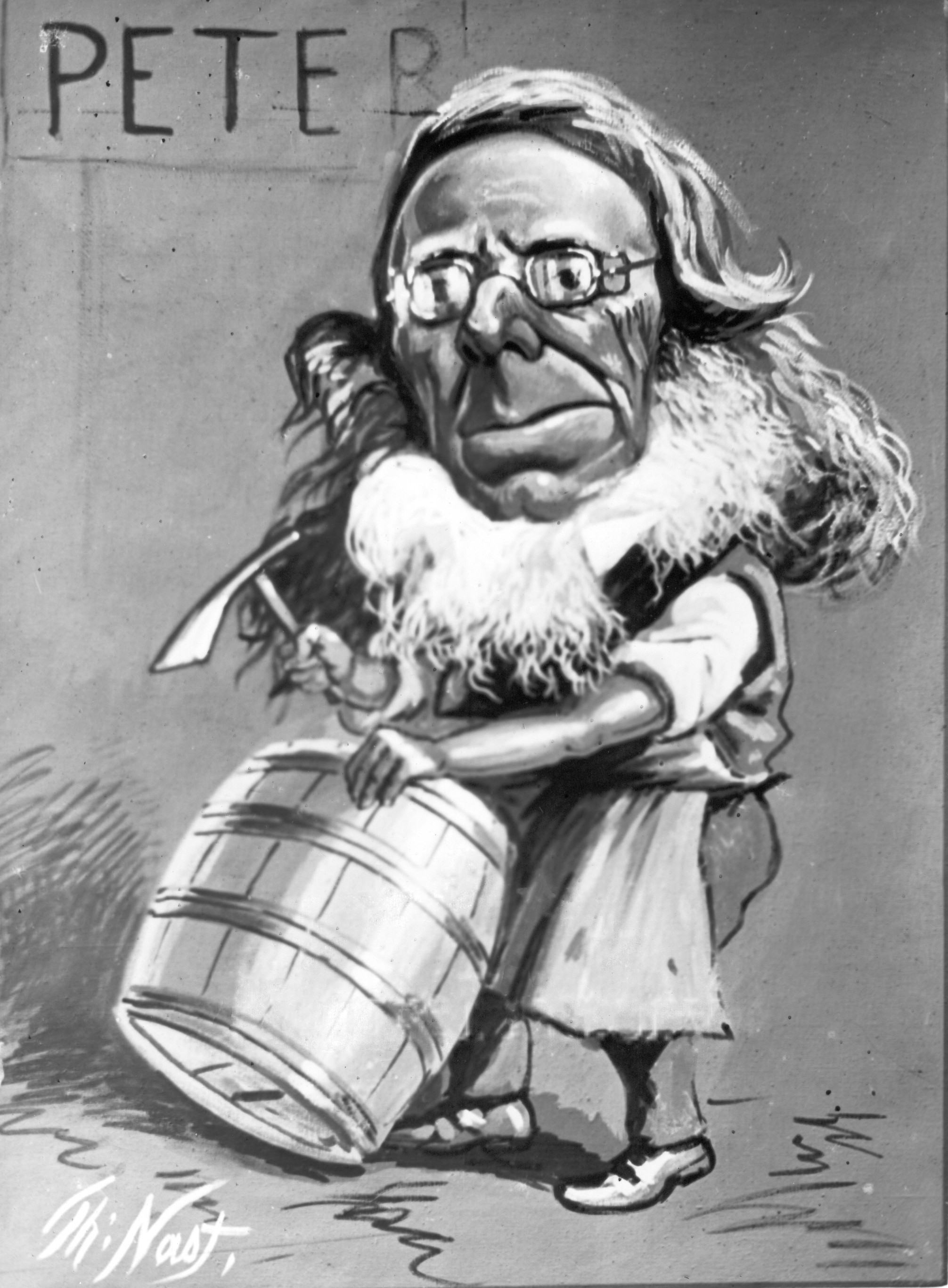
Caricatura di Peter Cooper di Thomas Nast

Convinto che la proposta Baltimore and Ohio Railroad avrebbe fatto salire i prezzi dei terreni nel Maryland, Cooper usò i suoi profitti per acquistare 12 km2 di terra nel 1828 e iniziò a renderli agibili, prosciugando le paludi e appiattendo le colline; durante quei lavori scoprì il minerale di ferro nella sua proprietà. Vedendo la Baltimore and Ohio Railroad come un mercato naturale per le rotaie di ferro da realizzare con il suo minerale, fondò la Canton Iron Works a Baltimora, e quando la ferrovia ebbe problemi tecnici, realizzò nel 1829 la locomotiva a vapore Tom Thumb utilizzando varie parti vecchie, tra cui canne di moschetto e alcuni motori a vapore su piccola scala con cui aveva armeggiato a New York. Il motore fu un successo, spingendo gli investitori ad acquistare azioni di B&O, che permisero alla società di acquisire le rotaie di ferro di Cooper, rendendolo quella che sarebbe stata la sua prima fortuna.
Cooper iniziò a gestire dal 1836 un laminatoio di ferro a New York, dove fu il primo a utilizzare il carbone antracite. Cooper in seguito trasferì la fabbrica a Trenton, nel New Jersey, sul fiume Delaware, per essere più vicina alle fonti delle materie prime di cui aveva bisogno. Suo figlio e suo genero, Edward Cooper e Abram S. Hewitt, in seguito ampliarono lo stabilimento di Trenton in un gigantesco complesso che impiegava 2.000 persone, in cui il ferro veniva portato dalla materia prima al prodotto finito.
Cooper gestiva anche una fabbrica di colla a Gowanda, New York, che produceva colla per decenni.  Una fabbrica di colla fu originariamente avviata in associazione con la conceria Gaensslen, lì, nel 1874, anche se la prima costruzione dell'impianto della fabbrica di colla, originariamente di proprietà di Richard Wilhelm e noto come Eastern Tanners Glue Company, iniziò il 5 maggio 1904.  Gowanda, quindi, era conosciuta come la capitale del collante americano.
Cooper possedeva una serie di brevetti per le sue invenzioni, tra cui alcuni per la produzione di gelatina, e sviluppò standard per la sua produzione. I brevetti furono successivamente venduti a un produttore di sciroppo per la tosse che sviluppò una forma preconfezionata che sua moglie chiamò "Jell-O".
Cooper in seguito investì nel settore immobiliare e assicurativo e divenne uno degli uomini più ricchi di New York City. Nonostante ciò, visse in modo relativamente semplice in un'epoca in cui i ricchi si concedevano sempre più lusso. Si vestì in abiti semplici ed ebbe per la sua casa solo due servitori; quando sua moglie acquistò una carrozza costosa ed elaborata, lui la restituì per una più tranquilla ed economica. Cooper rimase nella sua casa tra la Fourth Avenue e la 28th Street anche dopo che la New York and Harlem Railroad stabilì scali merci dove i carri bestiame erano parcheggiati praticamente fuori dalla sua porta di casa, anche se si trasferì nel più signorile Gramercy Park nel 1850.
Nel 1854, Cooper fu uno dei cinque uomini che si incontrarono nella casa di Cyrus West Field a Gramercy Park per formare la "New York, Newfoundland and London Telegraph Company" e, nel 1855, l'"American Telegraph Company",  che acquistò i concorrenti e stabilì un ampio controllo sulla rete americana in espansione sulla costa atlantica e in alcuni stati della costa del Golfo. Fu tra coloro che supervisionarono la posa del primo cavo telegrafico transatlantico nel 1858.